# 앤절라 니콜 워커

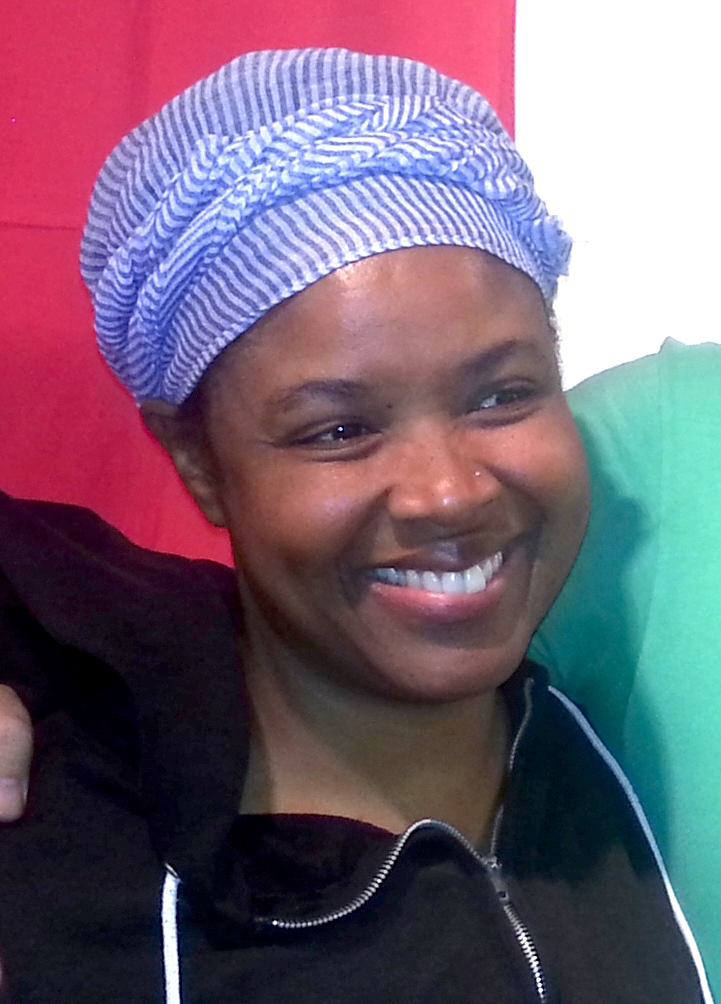

앤절라 니콜 워커(영어: Angela Nicole Walker, 1974년 1월 19일~)는 미국의 활동가, 운전사, 노조 조직책이다. 그는 2020년 대선에 하위 호킨스 녹색당-사회당 단일후보의 러닝메이크로 출마했다. 일전에 2016년 대선에 미미 솔티시크 사회당 후보의 러닝메이트로 출마했으나 낙선한 바 있으며, 더 이전에 2014년에는 밀워키군 보안관 선거에 사회주의 무소속 후보로 출마했으나 낙선했다. 대선을 앞둔 2020년 5월, 하위 호킨스는 워커를 러닝메이트로 지명했다.

## 역대 선거 결과
| 선거명      | 직책명        | 대수 | 정당            | 득표율 | 득표수 (선거인단) | 결과 | 당락 |
| ----------- | ------------- | ---- | --------------- | ------ | ----------------- | ---- | ---- |
| 2016년 선거 | 미국의 부통령 | 48대 | 미합중국 사회당 | 0.0%   | 4,061표 (0명)     | 15위 | 낙선 |
| 2020년 선거 | 미국의 부통령 | 49대 | 미국 녹색당     | 0.25%  | 391,492표 (0명)   | 4위  | 낙선 |